# 前奏曲Op.28, No. 8 (蕭邦)

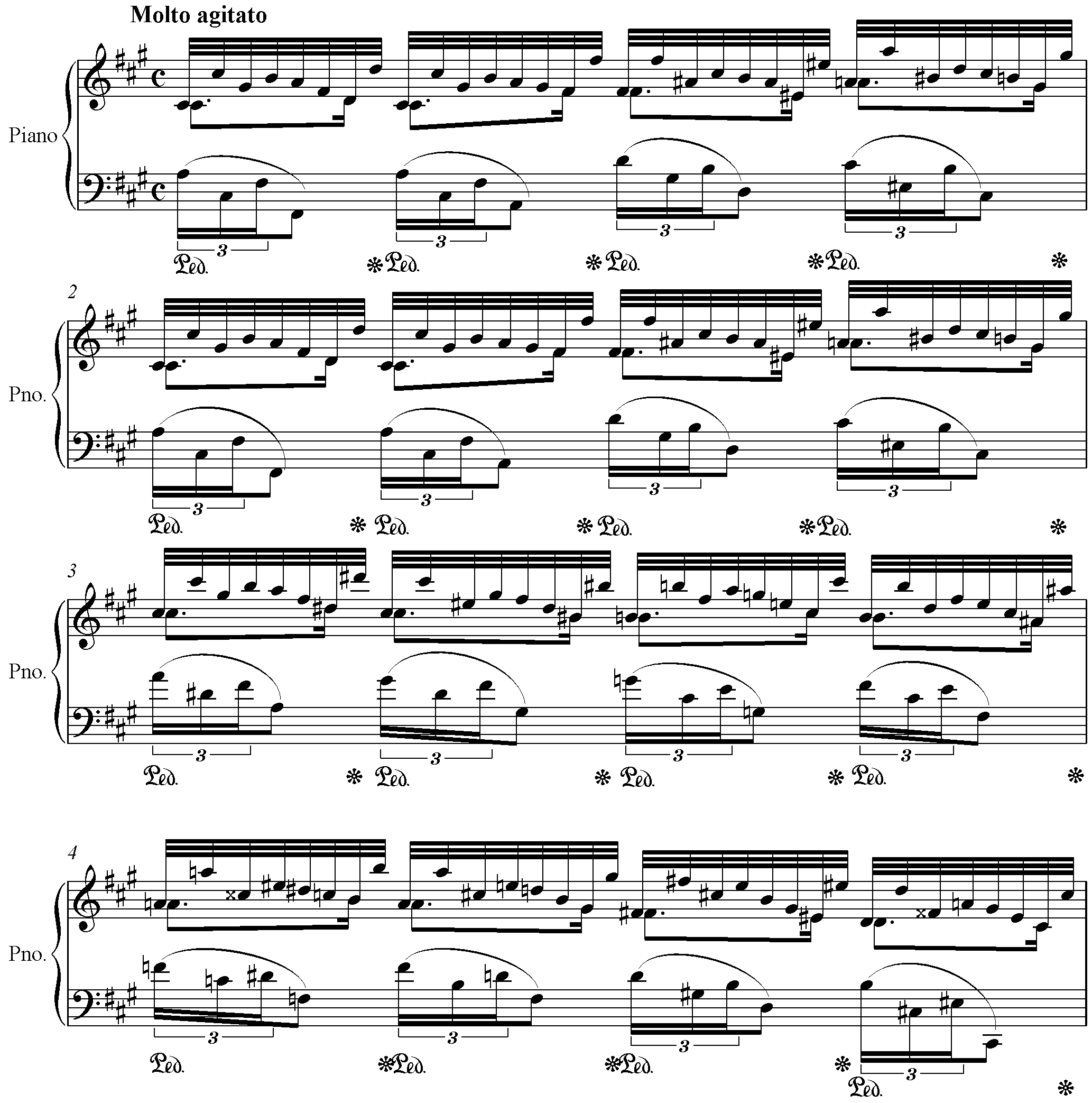
前奏曲Op. 28, No. 8

前奏曲Op. 28, No. 8為蕭邦24首前奏曲中的樂曲，為升F小調，非常激烈（Molto agitato），4/4拍。
右手部分以三十二分音符構成的連續花音以及雙手的複節奏使此曲為作品中最具挑戰性的前奏曲之一，這種主要音構成旋律並以分解和弦構成裝飾音伴奏讓人聯繫到其Op. 25, No. 1，而難度亦與之媲美。因此此曲除了要處理旋律及伴奏的主客及在高難度樂句中展現情感。
阿爾弗雷德·科爾托將其稱為“大雪降下，狂風咆哮，雷暴在肆虐；但在我悲傷的心裏，暴風雨是更可怕的”（La neige tombe, le vent hurle, la tempête fait rage; mais en mon triste coeur, l'orage est plus terrible encore），汉斯·冯·彪罗將其稱為“絕望”(Desperation)。

## 外部連結
- 前奏曲, Op. 28：国际乐谱典藏计划上的乐谱
- 来自乌托邦计划（英语：Mutopia Project）的多种格式乐谱 （页面存档备份，存于）